# 庫良齊
49°30′32″N 29°27′29″E / 49.50889°N 29.45806°E
庫良齊（烏克蘭語：Кур'янці），是烏克蘭的村落，位於該國西南部文尼察州，由文尼察區負責管轄，面積0.17平方公里，海拔高度226米，2001年人口278，人口密度每平方公里1,616.28人。